# Bassaniodes socotrensis
Bassaniodes socotrensis es una especie de araña cangrejo del género Bassaniodes, familia Thomisidae. Fue descrita científicamente por Pocock en 1903.

## Distribución
Esta especie se encuentra en Yemen (Socotra).